# Kadyj
Obec Kadyj se nachází v evropské části Ruské federace v Kostromské oblasti.
Obec byla založena v roce 1546 Ivanem IV. V roce 1920 byl obci snížen status městyse na vesnici. Avšak 25. ledna 1935 byl opět zvýšen status města a stala se centrem místního rajónu. V roce 1971 získala Kadyj titul osady městského typu.
Kadyj je hlavním městem Kadyjského rajónu.

## Vývoj počtu obyvatel
| Rok  | Počet obyvatel |
| ---- | -------------- |
| 1897 | 1095           |
| 1939 | 2239           |
| 1959 | 2539           |
| 1970 | 3074           |
| 1979 | 3430           |
| 1989 | 4147           |
| 2002 | 3882           |
| 2010 | 3597           |